# Ruta 2 (Paraguay)
La Ruta PY02 «Mariscal José Félix Estigarribia» es una carretera paraguaya que une el Distrito Capital del país con Ciudad del Este (Alto Paraná), en la frontera con Brasil. Su extensión es de 327 kilómetros hasta el Puente de la Amistad y es la única ruta del país en tener dos carriles por sentido en toda su extensión. El 63 % de la población del país se concentra en los departamentos que atraviesa esta ruta.
Anteriormente la Ruta 2 llegaba hasta la ciudad capital de Coronel Oviedo (km 132), continuando como «Ruta 7» hasta Ciudad del Este el km 327. Desde julio de 2019 con la actualización de las rutas nacionales del Paraguay, la Ruta PY02 reemplaza a la Ruta 7, desde calle última Asunción (Panteón de los Héroes - km.0) hasta el Puente de la Amistad (fronteriza con Brasil), en Ciudad del Este. En Brasil, la ruta continúa como BR 277, terminando en el Océano Atlántico (Paranaguá/PR).
El tramo desde el km.0 (Asunción) hasta el km.182 (Caaguazú) está a cargo de la estatal M.O.P.C; mientras que del km.183 (Caaguazú) hasta el km.327 (Ciudad del Este), el tramo está a cargo de la concesionaria privada Tape Porã S.A desde el año 1998.
En 2019 se duplicaron los 140 kilómetros entre Ciudad del Este y Caaguazú.  En 2024 se completó la duplicación de 149 km de la carretera entre las ciudades de Ypacaraí y Caaguazú. 

## Historia

### Inicios (Ruta 2 y ex-Ruta 7)
La Ruta N.º 2 -que antes del año 2019 iba de Asunción hasta Coronel Oviedo- inició su construcción a través de la Compañía Hebbard durante el gobierno del General Higinio Morínigo. Hasta principios de la década de los '60, el asfalto llegaba hasta el distrito de Eusebio Ayala, en el Departamento de Cordillera. Posteriormente el asfalto llegó hasta Coronel Oviedo.
Por otra parte, en enero de 1956, el Gobierno Brasileño había concedido a Paraguay un Puerto Franco en Paranagua. Esto hizo que el gobierno paraguayo acelerara la integración de las redes camineras de ambos países. Esto también se hizo posible mediante un crédito del Banco Do Brasil y ayuda técnica para las obras de ingeniería del tramo Cnel. Oviedo-Pte. Stroessner (denominada Ruta 7 en 1962), según acuerdo respectivo del 29 de mayo de 1956. Inmediatamente, contingentes del Comando de Ingeniería con máquinas pesadas abrieron el sendero hasta el Río Paraná, cuyo terraplén fue completado en el año 1959.
Hasta entonces el «desierto verde» no ofrecía ningún atractivo para asentamiento humano. La entonces nueva ciudad Presidente Stroessner (actual Ciudad del Este), la nueva ruta 7 (por entonces), el puente internacional y los inmigrantes brasileros transformaron radicalmente dicha percepción. Eran gentes que en su mayoría llegaban con conocimientos mejores de la siembra y cosecha que el campesino paraguayo.

### Actualización de la red vial, unificando a Ruta PY-02
El 11 de julio de 2019, el Ministerio de Obras Públicas y Comunicaciones dio a conocer la nueva clasificación y recategorización de las rutas nacionales. La última actualización data del año 1962. La misma se realizó en el marco de la Resolución n.º 1090/19, y en cumplimiento de la Ley N.º 5552/2016 que en su Artículo N.º 4 establece que “Son atribuciones y obligaciones del Ministerio de Obras Públicas y Comunicaciones (MOPC), categorizar, clasificar y establecer las características de las rutas nacionales, departamentales y caminos vecinales que componen la red vial en forma sistemática y ordenada”.
Dicha resolución agrega 11 rutas más al listado de rutas nacionales, se cambia la nomenclatura de numeración agregándoles las etiquetas PY##, y cambian algunos tramos. Desde esa fecha la Ruta 2 pasa a denominarse Ruta PY02, y el tramo Coronel Oviedo-Ciudad del Este (195 km.) también pasa a formar parte de la Ruta PY02. 
La Ruta PY07 (Ex Ruta 7) empieza a formar parte de otro tramo muy importante del Alto Paraná, que inicia en el departamento de Itapúa (Capitán Meza) y termina en el departamento de Canindeyú (Pindoty Porá/Corpus Christi), frontera con el estado brasileño de Mato Grosso do Sul.
En 2019 se duplicaron los 140 kilómetros entre Ciudad del Este y Caaguazú.  En 2024 se completó la duplicación de 149 km de la carretera entre las ciudades de Ypacaraí y Caaguazú. 

## Cabinas de peaje
Existen cuatro cabinas de peaje a lo largo de la ruta.
- km 39: Peaje Ypacaraí (M.O.P.C.)
- km 124: Peaje Nueva Londres (M.O.P.C.)
- km 201: Peaje Juan Manuel Frutos (Tape Porã S.A.)
- km 301: Peaje Minga Guazú (Tape Porã S.A.)

## Ciudades que atraviesa
| Kilómetro | Localidad                                | Departamento     | Empalme |
| --------- | ---------------------------------------- | ---------------- | ------- |
| 0         | Asunción                                 | Distrito Capital |         |
| 10        | Fernando de la Mora                      | Central          |         |
| 15        | San Lorenzo                              | Central          |         |
| 23        | Capiatá                                  | Central          |         |
| 33        | Itauguá                                  | Central          |         |
| 40        | Ypacaraí                                 | Central          |         |
| 56        | Caacupé                                  | Cordillera       |         |
| 71        | Eusebio Ayala                            | Cordillera       |         |
| 86        | Itacurubí de la Cordillera               | Cordillera       |         |
| 102       | San José de los Arroyos                  | Caaguazú         |         |
| 132       | Coronel Oviedo                           | Caaguazú         | PY08    |
| 179       | Caaguazú                                 | Caaguazú         | PY13    |
| 204       | Juan Manuel Frutos                       | Caaguazú         |         |
| 216       | Doctor Juan Eulogio Estigarribia         | Caaguazú         |         |
| 244       | José Domingo Ocampos                     | Caaguazú         |         |
| 250       | Juan E. O'Leary                          | Alto Paraná      |         |
| 262       | Doctor Juan León Mallorquín              | Alto Paraná      |         |
| 288       | Yguazú                                   | Alto Paraná      |         |
| 312       | Minga Guazú                              | Alto Paraná      | PY06    |
| 327       | Ciudad del Este                          | Alto Paraná      | PY07    |
| 343       | Puente Internacional de la Amistad (BRA) | Alto Paraná      |         |

## Galería
| Paraguay | Rutas Nacionales de Paraguay (recategorización por el M.O.P.C desde 2019) |  |
| --- | ------------------------------------------------------------------------- |  |

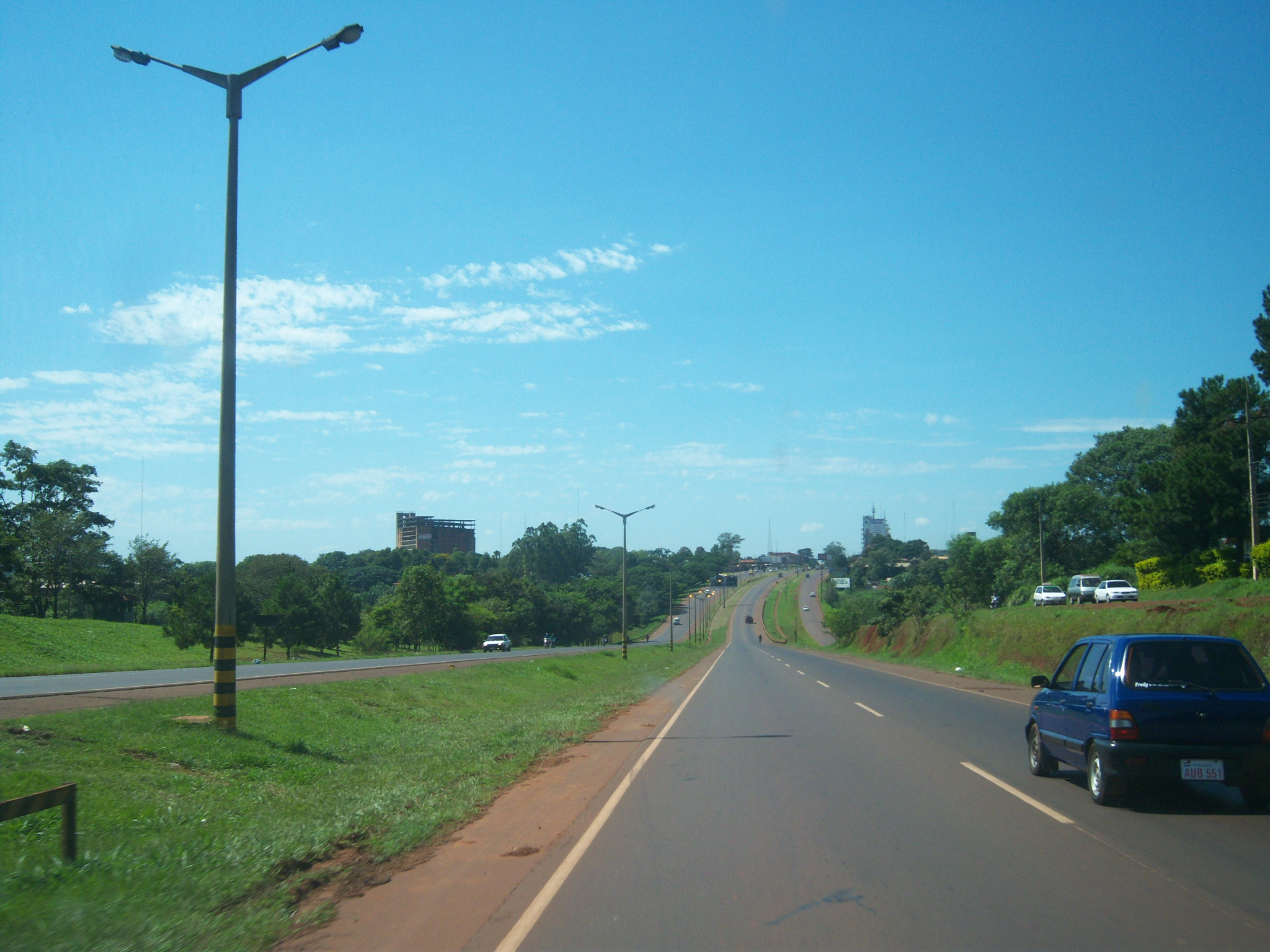
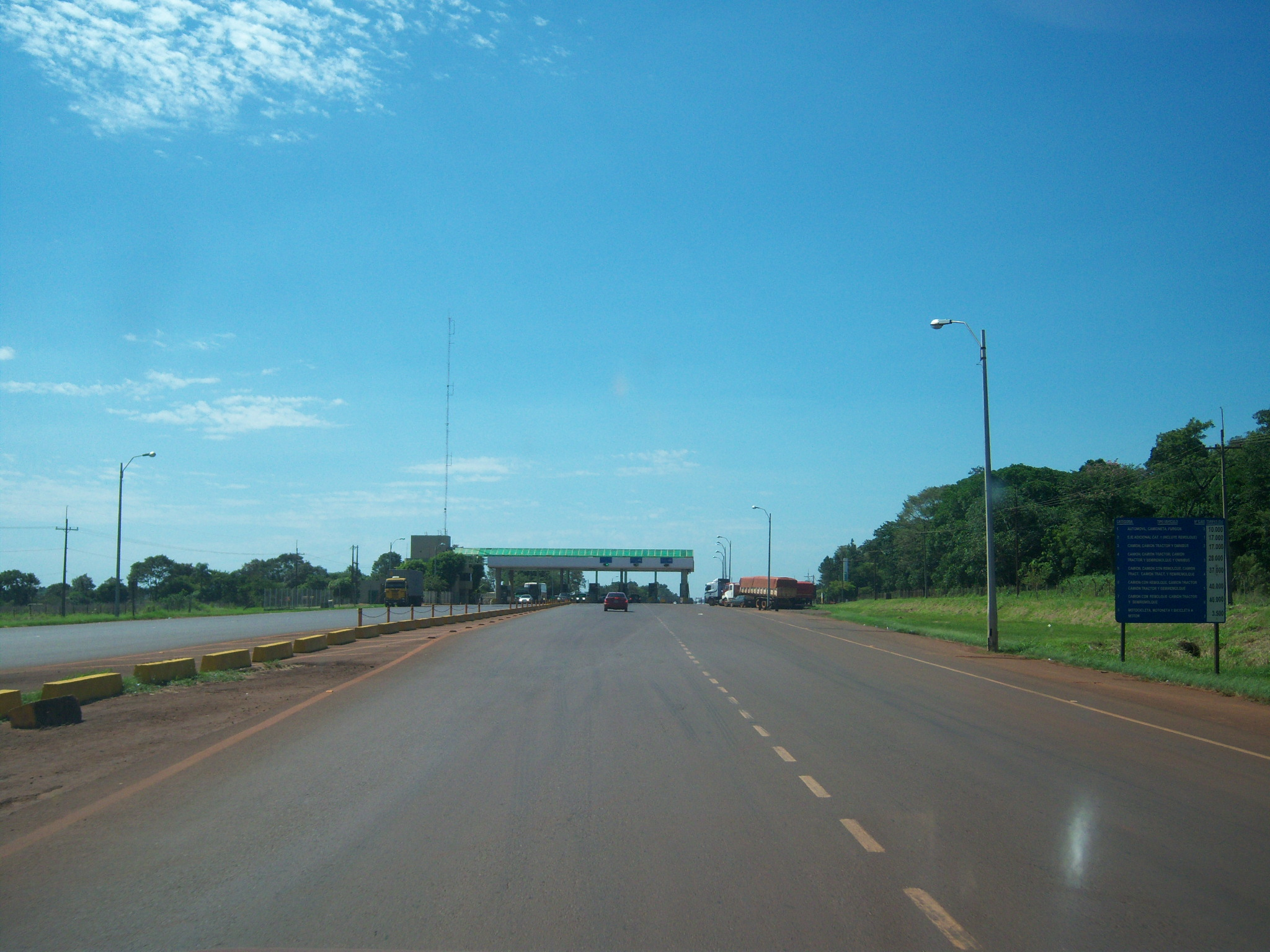
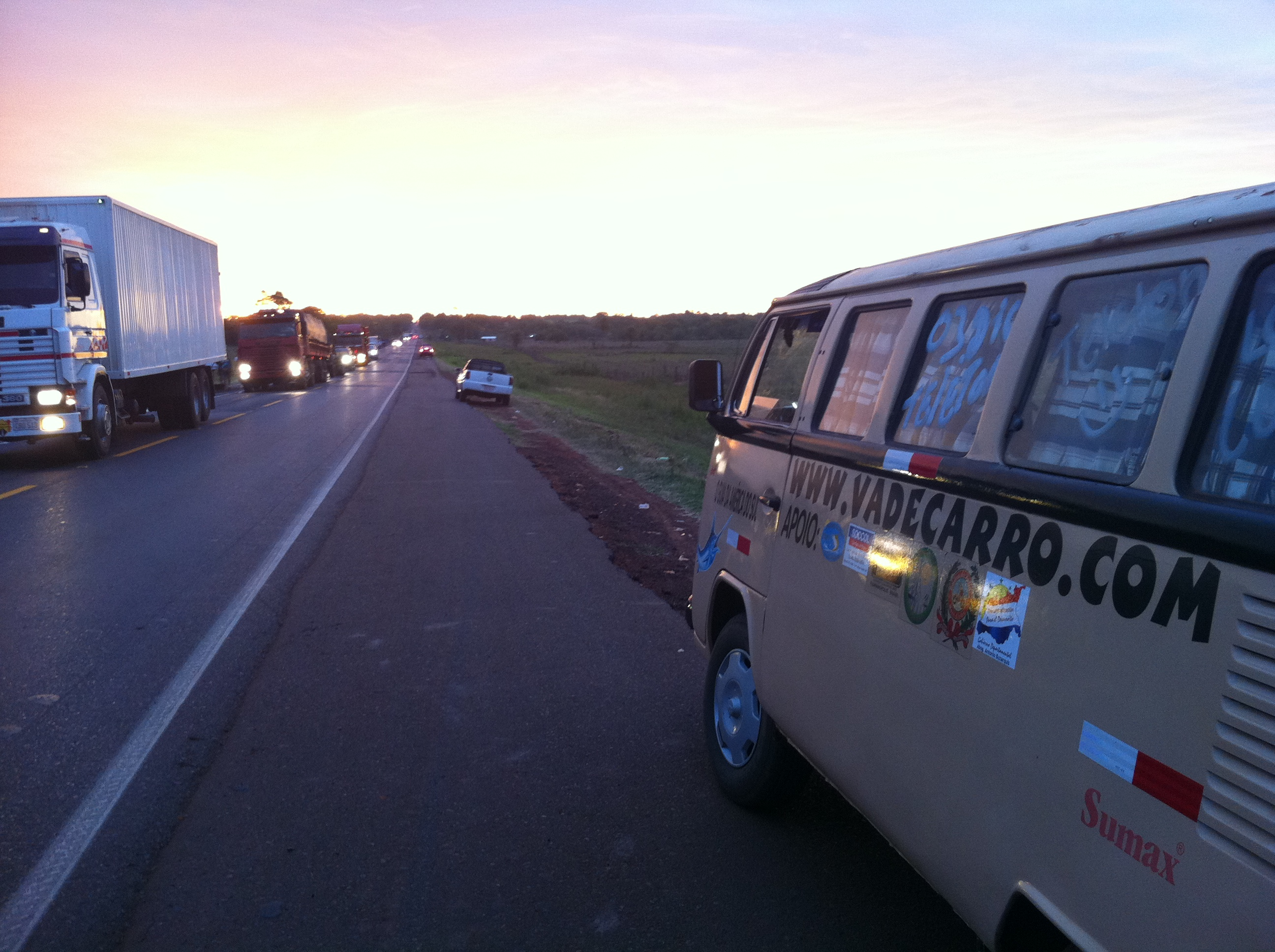
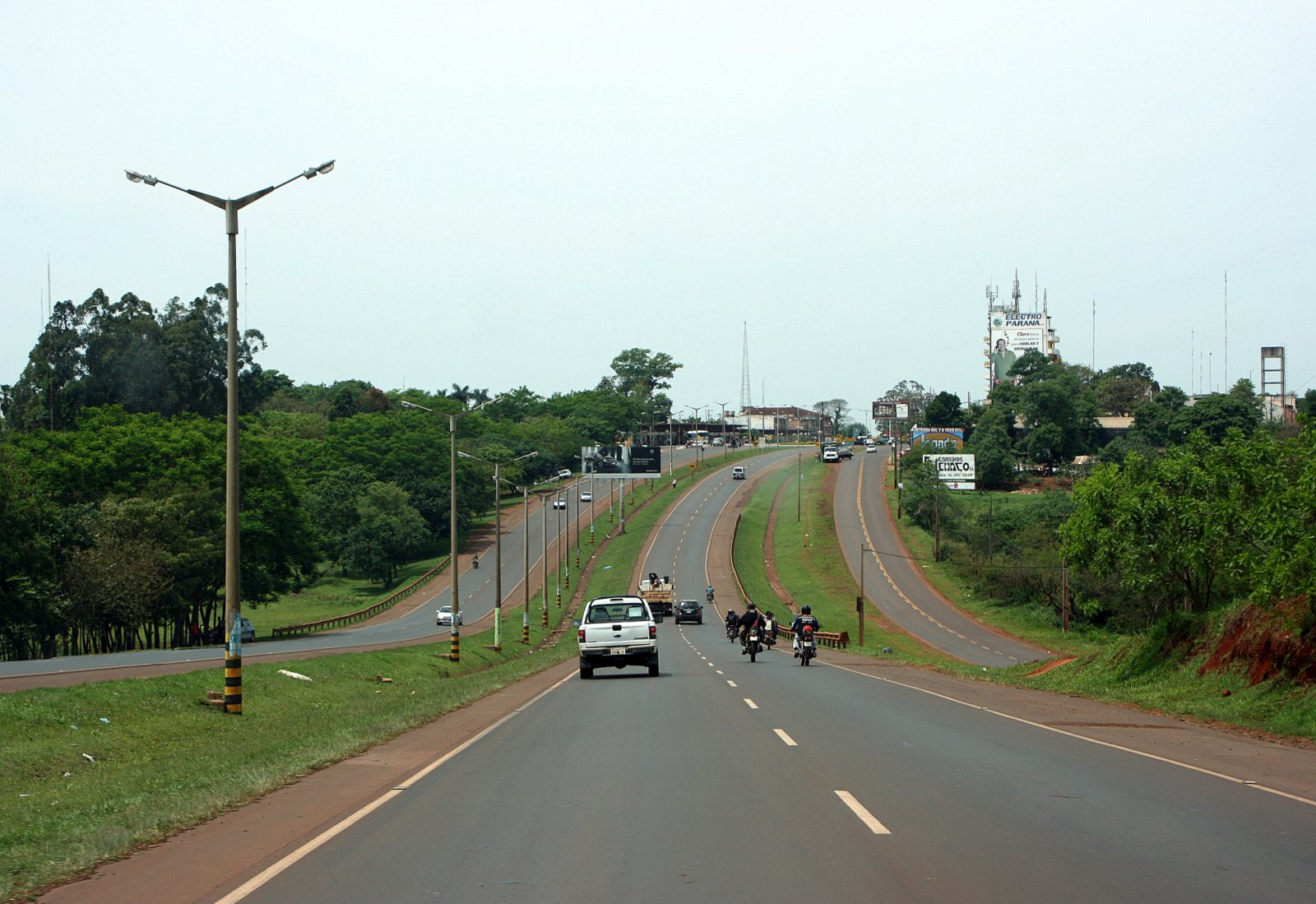
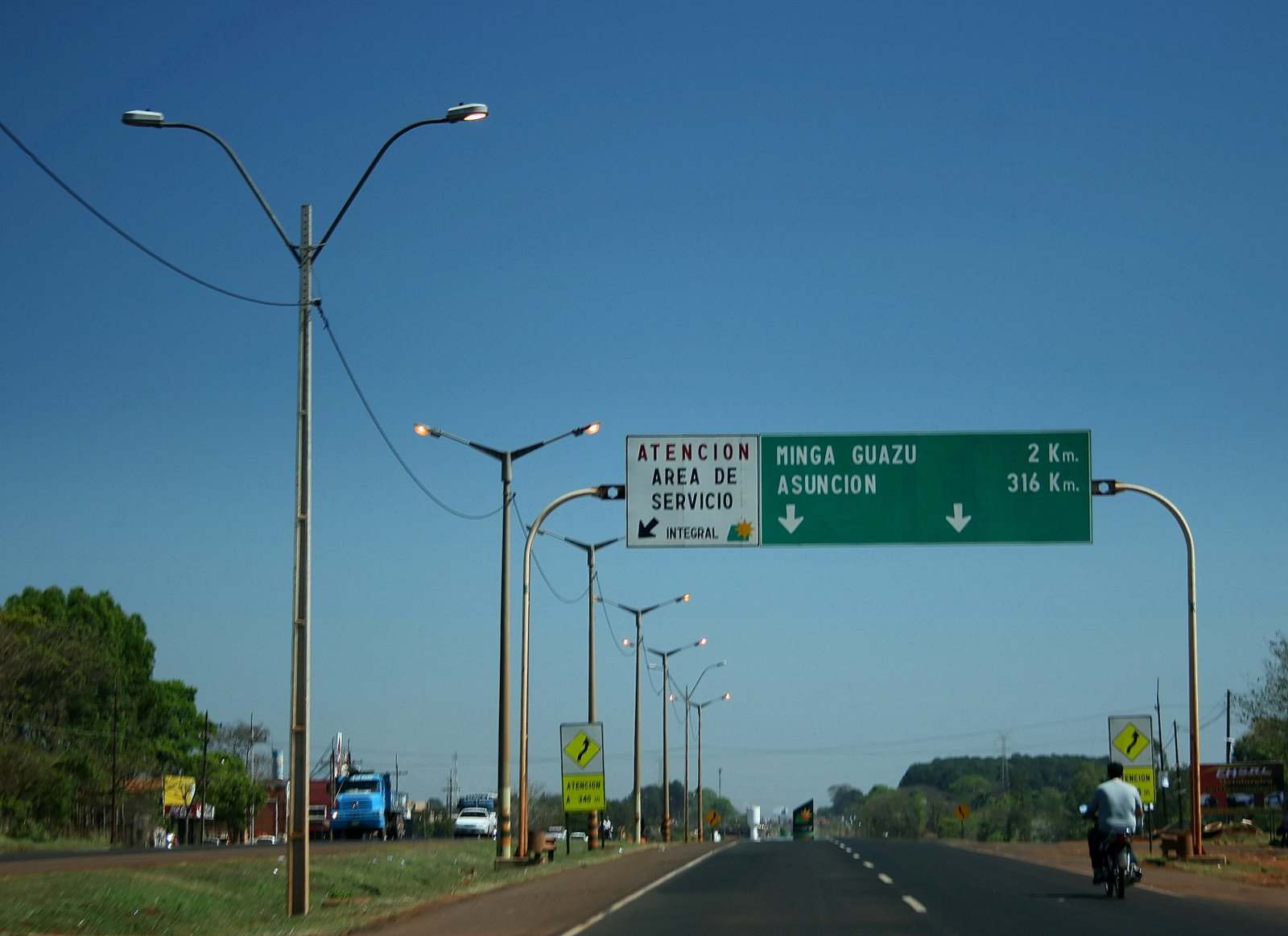

| PY01 - PY02 - PY03 - PY04 - PY05 - PY06 - PY07 - PY08 - PY09 - PY10 - PY11 PY12 - PY13 - PY14 - PY15 - PY16 - PY17 - PY18 - PY19 - PY20 - PY21 - PY22 |                                                                           |  |